# We Are I.E.
"We Are I.E." es una canción del productor británico breakbeat hardcore jungle drumnbass Lennie De Ice fallecido el 10 de diciembre de 2024 (su nombre real era Lenworth Green). Fue grabada en el año 1989, pero no vio la luz hasta el año 1991 al aparecer en un EP de cuatro canciones con otros artistas perteneciente al sello Reel 2 Reel Productions, uno de los distintos sellos que se originaron en una famosa tienda de discos llamada De Underground que se encuentra en Forest Gate, al este de Londres, tienda que fue clave en el nacimiento del jungle y drum'n'bass."We Are I.E." es acreditada como una de las obras, si no la primera, que sentó las bases de la música jungle.
La obra contiene distintas muestras de audio, las que más destacan son el Amen break y una voz que repite durante la canción "We are i.e." que pertenece a la canción argelina "N'Sel Fik" de Chaba Fadela y Cheb Sahraoui, también incluye la frase "let me hear you scream" de la canción "The Bugger Groove" de The Buggers, el sonido de retroceso de "Beats, Breaks & Scratches" de Simon Harris, el riff del tema "Fire Cracker" de 808 State y un sonido de disparo al estilo Western.
El tema tuvo distintas remezclas y resurgimientos, con mezclas posteriores de jungle que fueron lanzados en 1993 y 1994, la pista incrementó su velocidad a 45 RPM (el EP originalmente fue masterizado a 33 RPM) en distintos sets DJ de drum and bass y UK garage. Inspiró al dúo Double 99 a lanzar una versión de speed garage en 1997. En 1999, el sello Distinctive Records lanzó nuevas remezclas y versiones de house y hard house que llegaron a la lista de sencillos del Reino Unido en abril llegando a estar en el puesto 61.

## Impacto y legado
En una entrevista de 2015, el pionero de drum and bass Grooverider, comentó: 

"We Are I.E. cambió el juego. Después de eso, la gente empezó a hablar sobre jungle".
El dúo inglés de breakbeat hardcore 2 Bad Mice creó una lista seleccionando "las 10 mejores pistas rave " para la revista londinense Dummy Mag en 2016, en la que se incluía "We Are I.E.", diciendo: "Un clásico frío como la piedra, y cualquiera que haya escuchado esto en Rage (club londinense de música rave) nunca lo olvidará. Citada por muchos como el primer tema jungle, y es bastante difícil discutir con eso".
En un artículo publicado en marzo de 2017 para la revista The Vinyl Factory, el artista Luca Lozano comentó sobre la canción: "Cada vez que se debate el nacimiento de jungle, por lo general, algún sabelotodo ofrece esta canción como el punto de partida. Muchas personas lo anuncian como la primera pista jungle de la historia. Si eso es cierto o no, es un tema para otra discusión, pero de lo que podemos hablar aquí es el amen break implacable, los pitidos, la línea de bajo "por pasos" y los samples vocales increíblemente adecuados que dicen  'Lemme hear you scream".
DJ Billy 'Daniel' Bunter incluyó la obra de "We Are I.E." en su lista de 2018 de "7 clásicos rave y hardcore cruciales", comentando: "Otro gran catalizador para jungle y hardcore. La simplicidad de esto: está esta línea de bajo muy al estilo reggae, muy reggae de mediados de los 80, luego está este estruendoso Amen break, y las voces cantando: "We are I.E.". No hay tantos elementos en el disco, pero constituyen una obra increíble. Todo el mundo siempre guarda su pista principal para el lado A del disco, pero esta era la segunda pista del lado B, no era ni siquiera la característica principal. Pero aun así se convirtió en uno de los discos más importantes de la época".